# Patrick Volkerding
Patrick Volkerding (né en 1966) est le fondateur et le mainteneur de la distribution GNU/Linux Slackware depuis 1993.
Il est ainsi considéré comme le dictateur bienveillant à vie de sa distribution. Il fut diplômé d'une licence en informatique de l'université du Minnesota en 1993.
Pendant un court temps, Chris Lumens et d'autres l'ont assisté pour le développement de cette distribution.
Le manque de revenu constant après la vente de son éditeur Walnut Creek CDROM, à BSDI (qui a été en fin de compte vendu à Wind River Systems), provoqua cependant le départ d'un certain nombre de personnes du projet. De nos jours, Patrick Volkerding reçoit l'aide de nombreux volontaires et testeurs du monde entier au travers de ses Changelogs et de mails.